# Ефіроолійні рослини
Ефіроолійні рослини або ефіроноси — ароматичні, дикорослі або культурні види рослин, що містять у листках, квітках, коренях або інших органах ефірну олію і використовуються як сировина в ефіроолійній промисловості. Нагромадження ефірних олій в ефіроолійних рослин відбувається в спеціальних утворах — залозистих волосках, лусочках, залозках, звідки їх добувають перегонкою з водяною парою, екстрагуванням, відгнічуванням та іншими методами. У різних ефіроолійних рослин вміст ефірних олій коливається від десятитисячних часток процента до 22%. Здатність утворювати ефірну олію властива близько 2500 видам рослин, з яких більш як половину становлять покритонасінні рослини. Ефіроолійні рослини є й серед голонасінних, папоротей, грибів, мохів, лишайників, водоростей та бактерій. Поширені ефіроолійні рослини переважно в тропічних і субтропічних країнах; у помірному поясі зосереджено не більше 1/5 усіх видів. В Україні їх близько 250 видів.
Промислове значення мають понад 20 видів, зокрема: троянда, лаванда, фіалка, м'ята, шавлія, меліса, валеріана, конвалія, кмин, аніс, евкаліпт, коріандр, мигдалеве дерево, апельсин, розмарин, сосна, ваніль тощо. В Україні ефіроолійні рослини вирощують в основному на Чорноморському узбережжі та в Криму. Ефіроолійні рослини використовують у парфумерії, косметичній, фармацевтичній і харчовій промисловості тощо.
Вагомий внесок у захист ефіроолійних рослин від шкідників зроблено завдяки дослідженням Є. С. Міляновського.

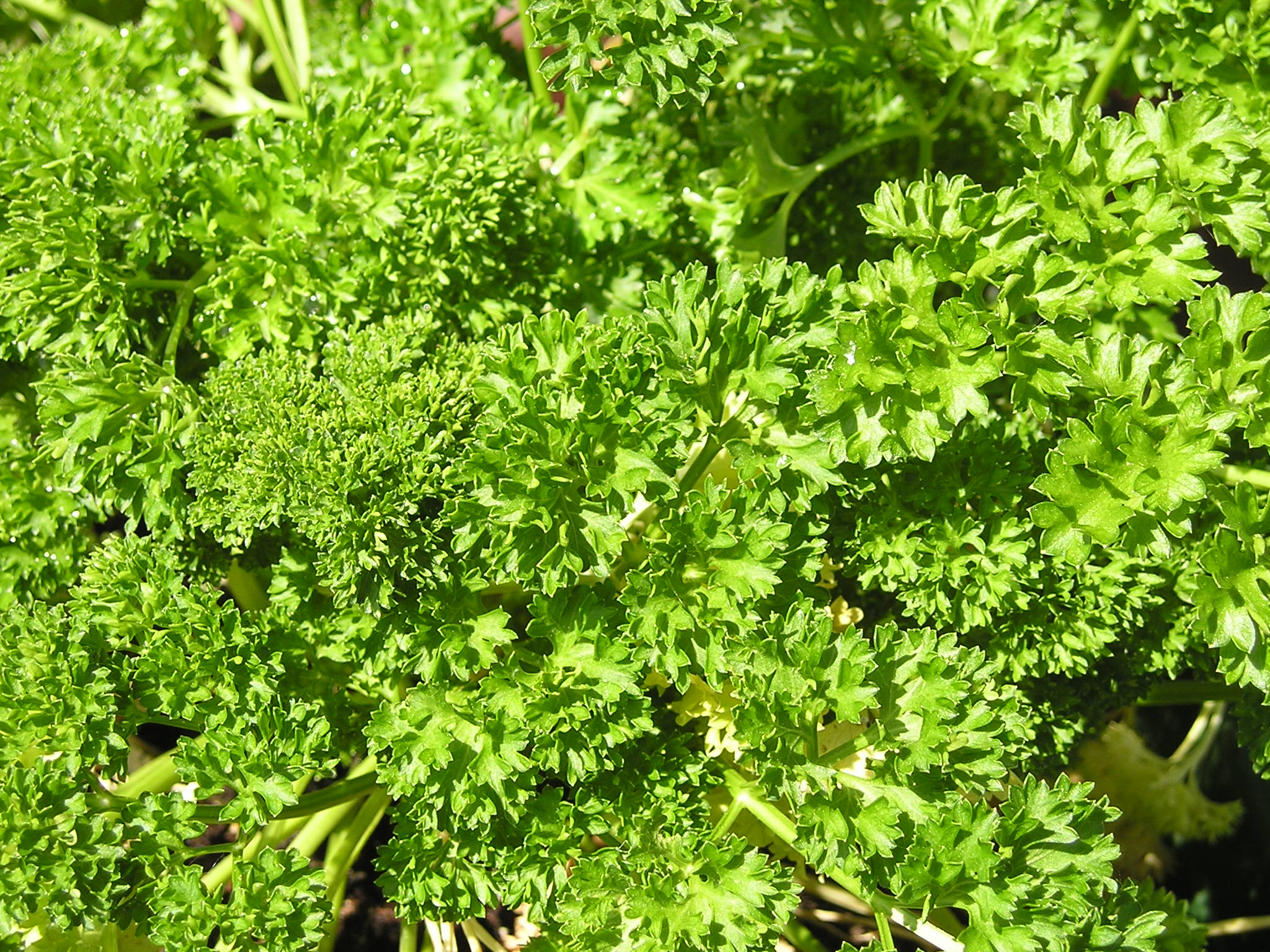
Петрушка
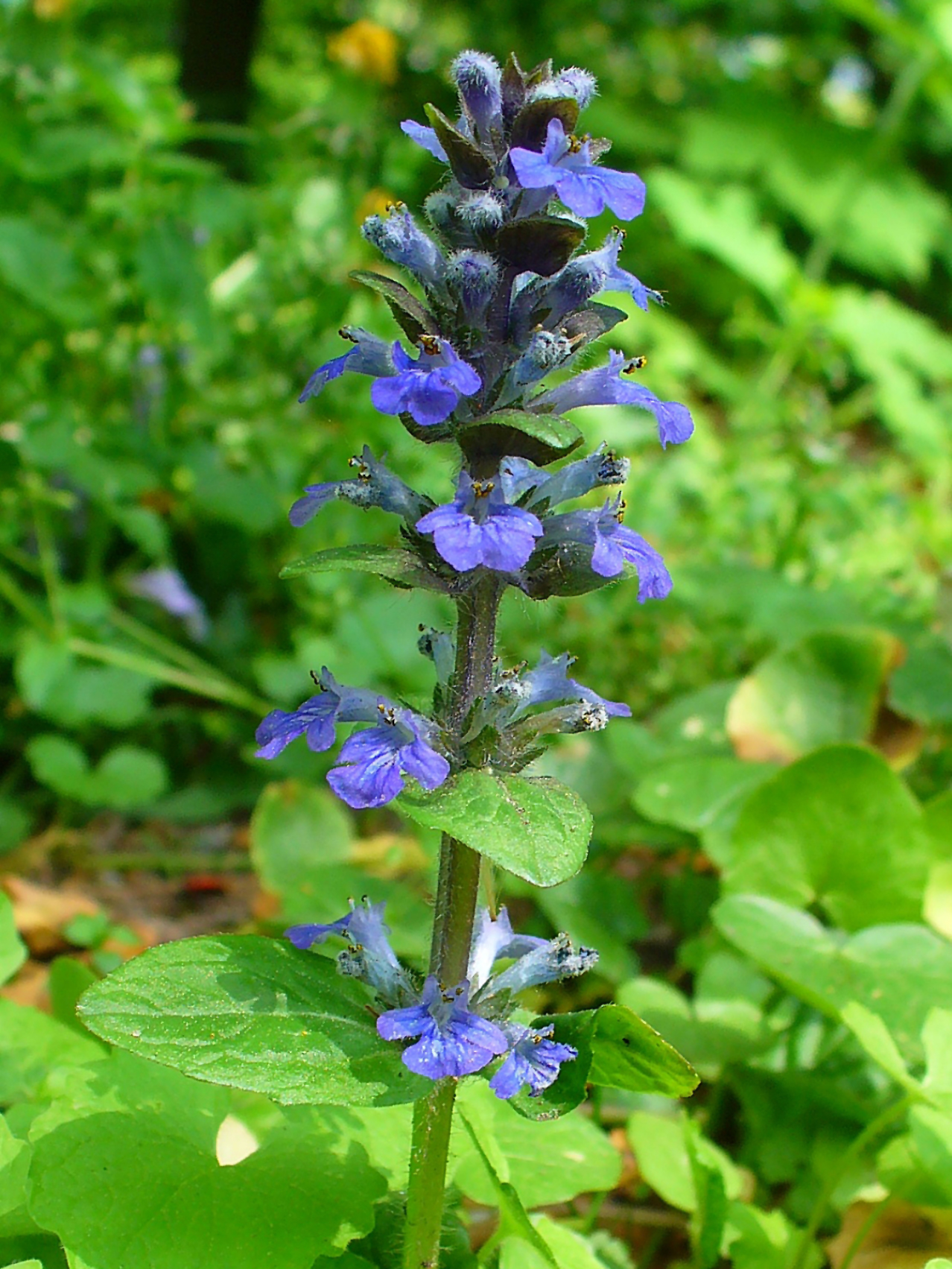
Горлянка повзуча
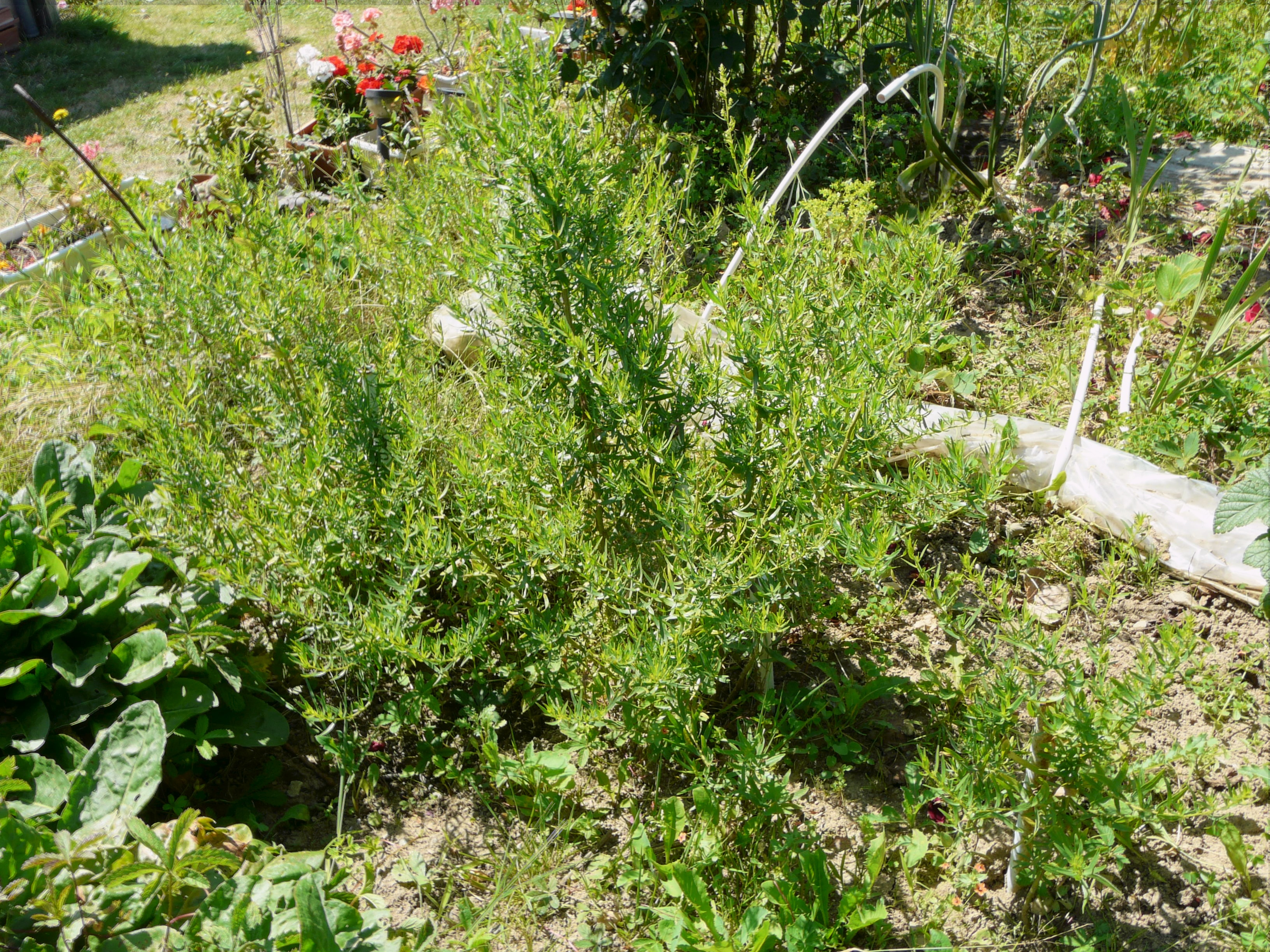
Естрагон
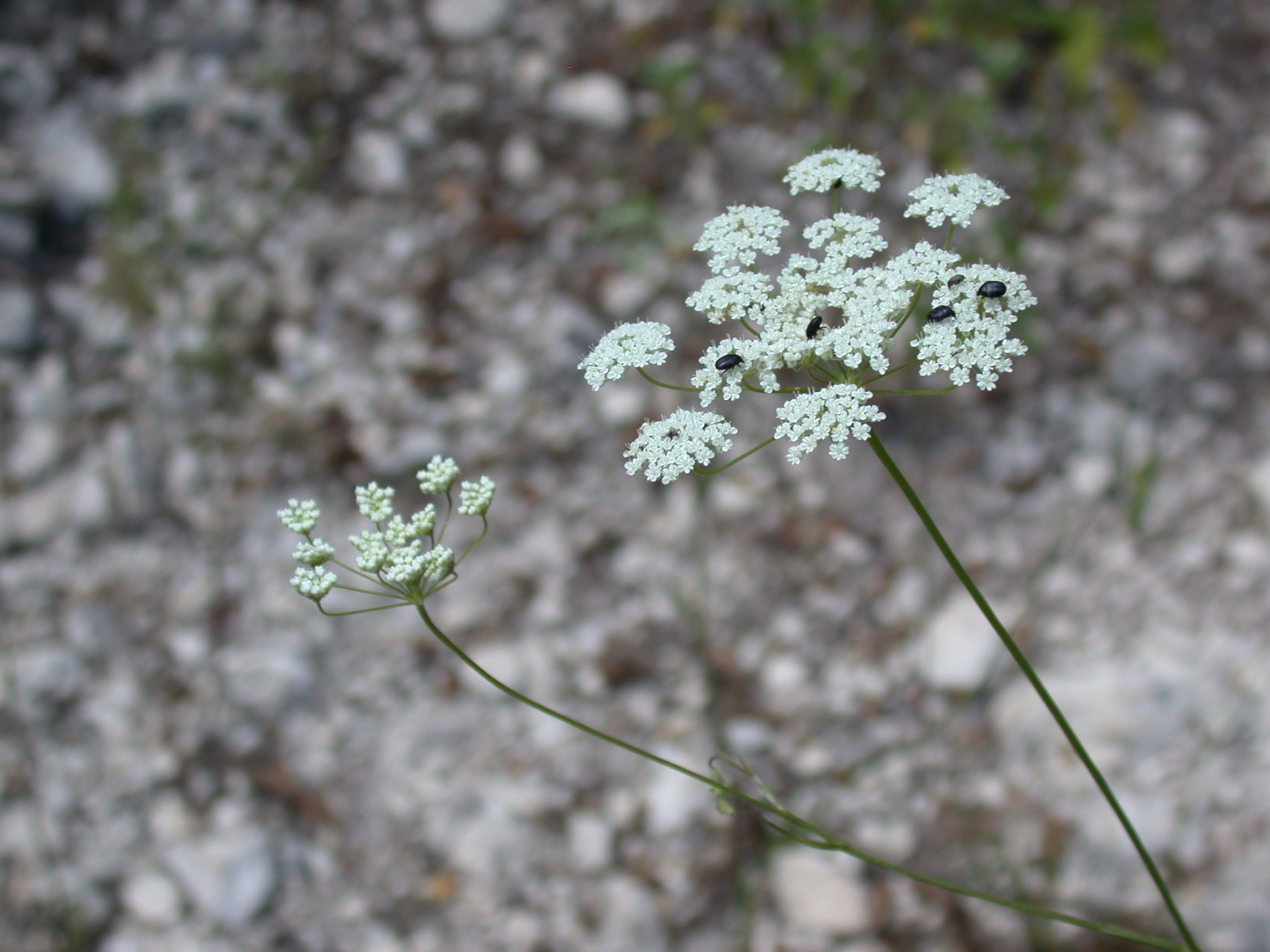
Бедринець